# Cylindromyia mirabilis
Cylindromyia mirabilis är en tvåvingeart som först beskrevs av Townsend 1908.  Cylindromyia mirabilis ingår i släktet Cylindromyia och familjen parasitflugor. Inga underarter finns listade i Catalogue of Life.